# Synchroonzwemmen op de Olympische Zomerspelen 2008 – Duet
Het onderdeel duet van het synchroonzwemmen op de Olympische Zomerspelen 2008 in Peking vond plaats op 18 en 19 (kwalificatie) en 20 augustus (finale), in het Beijing National Aquatics Center. Het goud was voor de Russische Anastasia Davydova en Anastasia Jermakova en het zilver voor de Spaanse Andrea Fuentes en Gemma Mengual en de Japanse Saho Harada en Emiko Suzuki wonnen het brons.

## Uitslag
| Rang   | Naam                                         | Land             | Kwalificatie | Kwalificatie | Finale        | Finale        |
| Rang   | Naam                                         | Land             | Punten       | Rang         | Punten        | Rang          |
| ------ | -------------------------------------------- | ---------------- | ------------ | ------------ | ------------- | ------------- |
| Goud   | Anastasia Davydova Anastasia Jermakova       | Rusland          | 98,834       | 1            | 99,251        | 1             |
| Zilver | Andrea Fuentes Gemma Mengual                 | Spanje           | 97,918       | 2            | 98,334        | 2             |
| Brons  | Saho Harada Emiko Suzuki                     | Japan            | 96,750       | 3            | 97,167        | 3             |
| 4      | Jiang Tingting Jiang Wenwen                  | China            | 96,584       | 4            | 96,334        | 4             |
| 5      | Christina Jones Andrea Nott                  | Verenigde Staten | 95,500       | 5            | 95,500        | 5             |
| 6      | Marie-Pier Boudreau Gagnon Isabelle Rampling | Canada           | 94,750       | 6            | 95,084        | 6             |
| 7      | Beatrice Adelizzi Giulia Lapi                | Italië           | 93,834       | 7            | 93,751        | 7             |
| 8      | Daria Iushko Kseniya Sydorenko               | Oekraïne         | 92,418       | 8            | 92,668        | 8             |
| 9      | Bianca van der Velden Sonja van der Velden   | Nederland        | 91,418       | 9            | 91,667        | 9             |
| 10     | Evanthia Makrygianni Despoina Solomou        | Griekenland      | 91,418       | 10           | 91,501        | 10            |
| 11     | Apolline Dreyfuss Lila Meesseman-Bakir       | Frankrijk        | 90,000       | 11           | 90,333        | 11            |
| 12     | Magdalena Brunner Ariane Schneider           | Zwitserland      | 89,250       | 12           | 89,250        | 12            |
| 13     | Nayara Figueira Lara Teixeira                | Brazilië         | 89,001       | 13           | Uitgeschakeld | Uitgeschakeld |
| 14     | Olivia Allison Jenna Randall                 | Groot-Brittannië | 88,584       | 14           | Uitgeschakeld | Uitgeschakeld |
| 15     | Anastasia Gloushkov Inna Yoffe               | Israël           | 86,917       | 15           | Uitgeschakeld | Uitgeschakeld |
| 16     | Kim Yong-Mi Wang Ok-Gyong                    | Noord-Korea      | 86,501       | 16           | Uitgeschakeld | Uitgeschakeld |
| 17     | Katsiaryna Kulpo Nastassia Parfenava         | Wit-Rusland      | 85,334       | 17           | Uitgeschakeld | Uitgeschakeld |
| 18     | Soňa Bernardová Alžběta Dufková              | Tsjechië         | 85,250       | 18           | Uitgeschakeld | Uitgeschakeld |
| 19     | Mariana Cifuentes Isabel Delgado             | Mexico           | 85,168       | 19           | Uitgeschakeld | Uitgeschakeld |
| 20     | Ainur Kerey Arna Toktagan                    | Kazachstan       | 84,333       | 20           | Uitgeschakeld | Uitgeschakeld |
| 21     | Myriam Glez Erika Leal-Ramirez               | Australië        | 82,834       | 21           | Uitgeschakeld | Uitgeschakeld |
| 22     | Nadine Brandl Elisabeth Mahn                 | Oostenrijk       | 82,417       | 22           | Uitgeschakeld | Uitgeschakeld |
| 23     | Lisa Daniels Nina Daniels                    | Nieuw-Zeeland    | 81,167       | 23           | Uitgeschakeld | Uitgeschakeld |
| 24     | Reem Abdalazem Dalia El-Gebaly               | Egypte           | 80,667       | 24           | Uitgeschakeld | Uitgeschakeld |